# Rhinocricus lombokensis
Rhinocricus lombokensis är en mångfotingart som beskrevs av Carl 1912. Rhinocricus lombokensis ingår i släktet Rhinocricus och familjen Rhinocricidae. Inga underarter finns listade i Catalogue of Life.